# Arcytophyllum
Arcytophyllum là một chi thực vật có hoa trong họ Thiến thảo (Rubiaceae).

## Hình ảnh

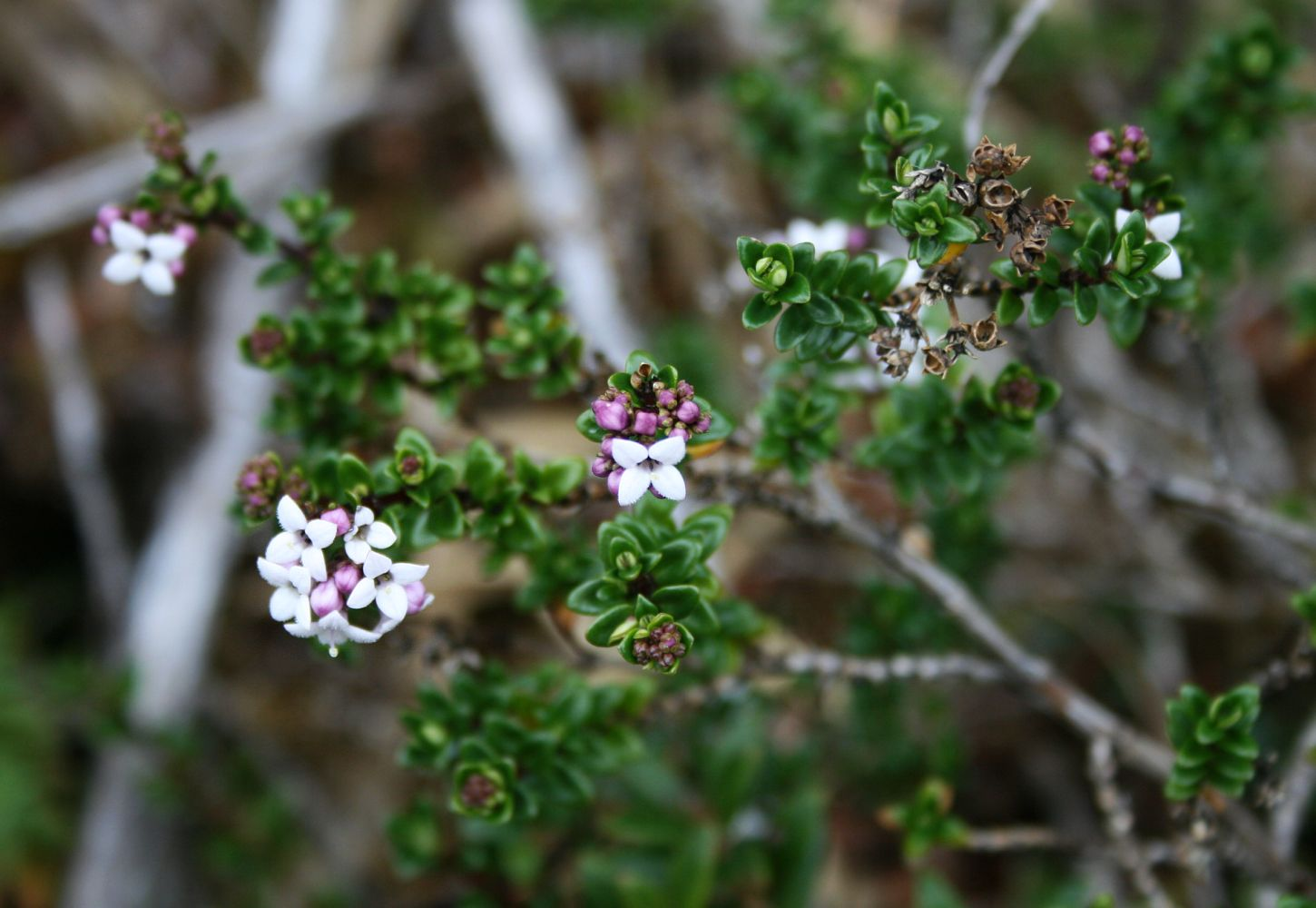

## Loài
Chi Arcytophyllum gồm các loài: